# سکیگاهارا (رمان)
سکیگاهارا (به ژاپنی: 関ヶ原) یک رمان تاریخی نوشتهٔ شیبا ریوتارو است. این رمان ابتدا از سال ۱۹۶۴ تا سال ۱۹۶۶ در مجله هفتگی چاپ می‌شد. پس از آن انتشارات شرکت شینچو آن را در سال ۱۹۶۶ در ۳ جلد به چاپ رساند و پس از آن چندین بار تجدید چاپ شده‌است. این کتاب همراه با کتاب هائو نو ایه (در مورد دوران کودکی ایه‌یاسو) و جوسای مجموعاً یک رمان سه قسمتی در مورد زندگی توکوگاوا ایه‌یاسو را تشکیل می‌دهد.